# Томі Калліо
Томі Крістіан Калліо (фін. Tomi Kristian Kallio; 27 січня 1977, м. Турку, Фінляндія) — фінський хокеїст, правий нападник. 
Вихованець хокейної школи ТПС (Турку). Виступав за «Кієкко-67», ТПС (Турку), «Атланта Трешерс», «Колумбус Блю-Джекетс», «Філадельфія Флайєрс», «Фрелунда» (Гетеборг), «Векше Лейкерс».
В чемпіонатах НХЛ — 140 матчів (24+31).
У складі національної збірної Фінляндії учасник зимових Олімпійських ігор 2002 (4 матчі, 1+2); учасник чемпіонатів світу 1999, 2000, 2001, 2002, 2003, 2004, 2005, 2006 і 2007 (78 матчів, 21+24). У складі молодіжної збірної Фінляндії учасник чемпіонатів світу 1996 і 1997. У складі юніорської збірної Фінляндії учасник чемпіонату Європи 1995.
Досягнення
- Срібний призер чемпіонату світу (1999, 2001, 2007), бронзовий призер (2000, 2006)
- Чемпіон Фінляндії (1999, 2000), срібний призер (1997)
- Чемпіон Швеції (2003, 2005), срібний призер (2006)
- Переможець юніорського чемпіонату Європи (1995).